# Yates (Familienname)
Yates ist ein englischer Familienname.

## Namensträger
- Abraham Yates (1724–1796), US-amerikanischer Jurist und Politiker
- Adam Yates (Paläontologe) (* um 1983), australischer Paläontologe
- Adam Yates (Fußballspieler) (* 1983), englischer Fußballspieler
- Adam Yates (Radsportler) (* 1992), britischer Radrennfahrer
- Adrian Yates-Smith (1945–2005), britischer Automobilrennfahrer
- Albert Yates (1945–2007), US-amerikanischer Baseballspieler
- Archie Yates (* 2009), britischer Kinderdarsteller
- Cassie Yates (* 1951), US-amerikanische Schauspielerin
- Cecil Yates (1912–1987), US-amerikanischer Radsportler
- Charles Yates (General) (1808–1870), US-amerikanischer General
- Charles Yates (Golfspieler) (Charlie Yates; 1913–2005), US-amerikanischer Golfspieler
- Daron Yates (* 1987), deutscher Schauspieler
- David Yates (* 1963), britischer Regisseur und Drehbuchautor
- David Peel Yates (1911–1978), britischer Generalleutnant
- Derek Yates (* 1983), US-amerikanischer Schauspieler und Model
- Dorian Yates (* 1962), britischer Bodybuilder
- Edmund Hodgson Yates (1831–1894), englischer Journalist und Schriftsteller
- Elizabeth Yates (Schauspielerin) (1799–1860), britische Schauspielerin
- Elizabeth Yates (Bürgermeisterin) (1840/1848–1918), neuseeländische Suffragette und Politikerin, Bürgermeisterin von Onehunga
- Elizabeth Yates (Schriftstellerin) (1905–2001), US-amerikanische Schriftstellerin
- Frances A. Yates (1899–1981), britische Historikerin und Autorin
- Francesco Yates (* 1995), kanadischer Sänger
- Frank Yates (1902–1994), britischer Statistiker
- Fred Dewhirst Yates (1884–1932), englischer Schachspieler
- Grant Yates (* 1984), südafrikanischer Eishockeyspieler
- Harry D. Yates (1903–1996), US-amerikanischer Offizier, Bankier und Politiker
- Herbert Yates (1880–1966), US-amerikanischer Geschäftsmann und Filmproduzent
- Howard Yates (1913–1989), australischer Leichtathlet
- Ivan Yates (Ingenieur) (1929–2015), britischer Luftfahrtingenieur
- Ivan Yates (Politiker) (* 1959), irischer Politiker
- Jack Yates (Fußballspieler, 1861) (John Yates; 1861–1917), englischer Fußballspieler
- Jack Yates (Fußballspieler, 1904) (John Yates; 1904–1980), englischer Fußballspieler
- James Yates (1789–1871), britischer Pfarrer, Archäologe und Botaniker
- Janty Yates (* 1950), britische Kostümbildnerin
- Jeremy Yates (* 1982), neuseeländischer Radrennfahrer
- Jerry Yates (* 1996), englischer Fußballspieler
- John Yates (Fußballspieler, 1903) (1903–??), englischer Fußballspieler
- John Yates (Bischof) (1925–2008), britischer Geistlicher, Bischof von Gloucester
- John Yates (Fußballspieler, 1929) (* 1929), englischer Fußballspieler
- John Yates (Rugbyspieler), neuseeländischer Rugby-League-Spieler
- John B. Yates (1784–1836), US-amerikanischer Politiker
- John R. Yates, US-amerikanischer Chemiker
- John T. Yates (1935–2015), US-amerikanischer Physikochemiker
- John Van Ness Yates (1779–1839), US-amerikanischer Politiker
- José Yates (* 1972), chilenischer Fußballspieler
- Joseph C. Yates (1768–1837), US-amerikanischer Politiker
- Josephine Silone Yates (1859–1912), US-amerikanische Chemikerin und Hochschullehrerin
- Mary Ann Yates (1728–1787), britische Schauspielerin und Tänzerin
- Matthew Yates (* 1969), britischer Leichtathlet
- Nick Yates (* 1962), englischer Badmintonspieler
- Paula Yates (1959–2000), britische Fernsehmoderatorin
- Pauline Yates († 2015), britische Schauspielerin
- Peter Yates (1929–2011), britischer Regisseur
- Peter W. Yates (1747–1826), US-amerikanischer Politiker
- Reggie Yates (* 1983), britischer Schauspieler, Discjockey und Moderator
- Renate Yates (* 1933), australische Schriftstellerin
- Richard Yates (Historiker) (1769–1834), britischer Historiker
- Richard Yates senior (1818–1873), US-amerikanischer Politiker
- Richard Yates junior (1860–1936), US-amerikanischer Politiker
- Richard Yates (Schriftsteller) (1926–1992), US-amerikanischer Schriftsteller und Essayist
- Richard Yates (Leichtathlet) (* 1986), britischer Hürdenläufer
- Robert Yates (Politiker) (1738–1801), US-amerikanischer Jurist und Politiker
- Robert Yates (Serienmörder) (* 1952), US-amerikanischer Serienmörder
- Ronald W. Yates (* 1938), US-amerikanischer General
- Rose Lamartine Yates (1875–1954), britische Politikerin, Sozialaktivistin und Suffragette
- Ross Yates (* 1959), kanadischer Eishockeyspieler und -trainer
- Ryan Yates (* 1997), englischer Fußballspieler
- Sally Yates (* 1960), US-amerikanische Politikerin
- Sean Yates (* 1960), britischer Radrennfahrer
- Sidney R. Yates (1909–2000), US-amerikanischer Politiker
- Simon Yates (Bergsteiger) (* 1963), britischer Bergsteiger
- Simon Yates (Radsportler) (* 1992), britischer Radrennfahrer
- Story Tweedie-Yates (* 1983), US-amerikanische Tennisspielerin
- Terry L. Yates (1950–2007), US-amerikanischer Mammaloge und Parasitologe
- W. Edgar Yates (William Edgar Yates; 1938–2021), britischer Germanist und Theaterwissenschaftler
- William Yates (Fußballspieler, 1869) (1869–??), englischer Fußballspieler
- William Yates (Leichtathlet) (1880–1967), britischer Geher
- William Yates (Fußballspieler, 1882) (1882–1931), englischer Fußballspieler